# Яворово-Трембкі-Старі
Яворово-Трембкі-Старі (пол. Jaworowo-Trębki Stare) — село в Польщі, у гміні Закрочим Новодворського повіту Мазовецького воєводства.
У 1975-1998 роках село належало до Варшавського воєводства.